# Ryohei Maeda
Ryohei Maeda (japanisch 前田 遼平 Maeda Ryohei; * 5. Mai 1985 in der Präfektur Toyama) ist ein japanischer Fußballspieler.

## Karriere
Ryohei Maeda erlernte das Fußballspielen in der Schulmannschaft derToyama Daiichi High School sowie in der Universitätsmannschaft der Chūō-Universität. Seinen ersten Vertrag unterschrieb er 2008 beim aries FC Tokyo. 2009 wechselte er zu Albirex Niigata (Singapur). Der Verein ist ein Ableger des japanischen Vereins Albirex Niigata und spielt in der ersten singapurischen Liga, der S. League. 2010 kehrte er zu seinem ehemaligen Verein aries FC zurück. 2011 zog es ihn nach Thailand. Hier unterschrieb er einen Vertrag bei Songkhla United. Der Verein aus Songkhla spielte in der zweiten thailändischen Liga, der Thai Premier League Division 1. 2011 wurde er mit dem Verein Meister der zweiten Liga und stieg somit in die erste Liga auf. 2013 wurde er vom Zweitligisten Rayong United aus Rayong verpflichtet. Ende der Saison musste er mit dem Verein den Weg in die Drittklassigkeit antreten. Nach dem Abstieg verließ er Rayong. Anfang 2014 schloss er sich dem Zweitligisten Krabi FC an. Ende 2018 stieg er mit Krabi in die dritte Liga ab. Ende Dezember 2020 wechselte er nach Narathiwat zum Ligakonkurrenten Nara United FC. Für den Drittligisten bestritt er 66 Ligaspiele in der Southern Region. Im Sommer 2025 wurde sein Vertrag nicht verlängert. Im August 2025 nahm ihn der Drittligaaufsteiger Chumphon United FC unter Vertrag. Mit dem Verein spielt er ebenfalls in der Southern Region.

## Erfolge
Songkhla United
- Thailändischer Zweitligameister: 2011  ▲